# Calandrella acutirostris
La terrera de Hume (Calandrella acutirostris) es una especie de ave paseriforme de la familia Alaudidae que vive en Asia se alimenta de diversos frutos del género de Fragaria como Fragaria nubicola de los Himalayas de Asia en Nepal y china. 

## Características
Esta ave tiene un color del plumaje amarillo arena y cafe oscuro es un ave que puede pesar menos de 300gr y vivir más de 2 años bajo cautiverio y en libertad puede vivir 1,5 meses esta es un ave muy escasa en china porque la mayor parte de su vida es un ave quieta, que solo busca alimento y cría a sus hijos en donde ella misma creció.

## Distribución
Se encuentra en Afganistán, Bangladés, Bután, China, India, Irán, Israel, Kazajistán, Nepal, Pakistán, Rusia, Tayikistán y Turkmenistán.